# Freixo (Marco de Canaveses)
Freixo é uma localidade portuguesa do Município de Marco de Canaveses, que foi sede da extinta Freguesia de Freixo, freguesia que tinha 4,59 km² de área e 845 habitantes (2011).
A Freguesia de Freixo foi extinta pela reorganização administrativa de 2013, sendo o seu território integrado na freguesia do Marco.

## População
| População da freguesia de Freixo | População da freguesia de Freixo | População da freguesia de Freixo | População da freguesia de Freixo | População da freguesia de Freixo | População da freguesia de Freixo | População da freguesia de Freixo | População da freguesia de Freixo | População da freguesia de Freixo | População da freguesia de Freixo | População da freguesia de Freixo | População da freguesia de Freixo | População da freguesia de Freixo | População da freguesia de Freixo | População da freguesia de Freixo |
| -------------------------------- | -------------------------------- | -------------------------------- | -------------------------------- | -------------------------------- | -------------------------------- | -------------------------------- | -------------------------------- | -------------------------------- | -------------------------------- | -------------------------------- | -------------------------------- | -------------------------------- | -------------------------------- | -------------------------------- |
| 1864                             | 1878                             | 1890                             | 1900                             | 1911                             | 1920                             | 1930                             | 1940                             | 1950                             | 1960                             | 1970                             | 1981                             | 1991                             | 2001                             | 2011                             |
| 468                              | 471                              | 527                              | 565                              | 495                              | 512                              | 544                              | 603                              | 547                              | 529                              | 550                              | 547                              | 674                              | 745                              | 845                              |

| Distribuição da População por Grupos Etários | Distribuição da População por Grupos Etários | Distribuição da População por Grupos Etários | Distribuição da População por Grupos Etários | Distribuição da População por Grupos Etários | Distribuição da População por Grupos Etários | Distribuição da População por Grupos Etários | Distribuição da População por Grupos Etários | Distribuição da População por Grupos Etários | Distribuição da População por Grupos Etários |
| -------------------------------------------- | -------------------------------------------- | -------------------------------------------- | -------------------------------------------- | -------------------------------------------- | -------------------------------------------- | -------------------------------------------- | -------------------------------------------- | -------------------------------------------- | -------------------------------------------- |
| Ano                                          | 0-14 Anos                                    | 15-24 Anos                                   | 25-64 Anos                                   | > 65 Anos                                    |                                              | 0-14 Anos                                    | 15-24 Anos                                   | 25-64 Anos                                   | > 65 Anos                                    |
| 2001                                         | 150                                          | 145                                          | 367                                          | 83                                           |                                              | 20,1%                                        | 19,5%                                        | 49,3%                                        | 11,1%                                        |
| 2011                                         | 142                                          | 118                                          | 490                                          | 95                                           |                                              | 16,8%                                        | 14,0%                                        | 58,0%                                        | 11,2%                                        |

## Património
- Área arqueológica do Freixo: Tongóbriga